# ۱۱۱۵ (خورشیدی)
۱۱۱۵ هزار و صد و پانزدهمین سال هجری خورشیدی است.